# Torku Sekerspor
Torku Sekerspor (código UCI: TRK) es un equipo ciclista profesional turco de categoría Continental.

## Historia
El equipo fue creado como equipo Continental en 2005 con licencia búlgara y bajo el nombre de Hemus 1896 Aurora 2000 Berchi. Desde 2007 a 2009, se recalificó amateur retornando a la categoría continental en 2010. Después pasó a convertirse en equipo turco en 2011 llamándose ahora Konya Torku Seker Spor-Vivelo.
En 2012 el equipo consiguió mediante el búlgaro Ivaïlo Gabrovski ganar el Tour de Turquía (quien además se hizo con la etapa reina) pero fue desclasificado como consecuencia de un positivo por EPO después de su victoria.
Al año siguiente se ganó de nuevo el Tour de Turquía esta vez conseguida por el turco Mustafa Sayar que de nuevo dio positivo por EPO.

## Clasificaciones UCI
A partir de 2005 la UCI instauró los Circuitos Continentales UCI, donde el equipo ha estado en los años completos en los que ha sido profesional en ruta, registrado dentro del UCI Europe Tour. Estando solamente en las clasificaciones del UCI Europe Tour Ranking. Las clasificaciones del equipo y de su ciclista más destacado son las siguientes:

### UCI Africa Tour
| Temporada | Clasificación por equipos | Mejor corredor    | Posición |
| 2010-2011 | 12º                       | Miraç Kal         | 76.º     |
| 2011-2012 | 10º                       | Volodymyr Bileka  | 58.º     |
| 2012-2013 | 6º                        | Mustafa Sayar     | 14º      |
| 2015      | 6º                        | Tomasz Marczynski | 23º      |
| 2017      | 3º                        | Ahmet Örken       | 20º      |

### UCI America Tour
| Temporada | Clasificación por equipos | Mejor corredor | Posición |
| 2017      | 44.º                      | Ivan Balykin   | 195º     |

### UCI Asia Tour
| Temporada | Clasificación por equipos | Mejor corredor   | Posición |
| 2011-2012 | 50.º                      | Volodymyr Bileka | 168º     |
| 2012-2013 | 12º                       | Andrey Mizourov  | 17º      |
| 2013-2014 | 30.º                      | Ahmet Örken      | 32.º     |
| 2015      | 36.º                      | Ahmet Örken      | 53.º     |
| 2017      | 43.º                      | Luca Chirico     | 136.º    |
| 2018      | 72.º                      | Onur Balkan      | 235.º    |

### UCI Europe Tour
| Temporada | Clasificación por equipos | Mejor corredor    | Posición |
| 2009-2010 | 34º                       | Vladimir Koev     | 31.º     |
| 2010-2011 | 33.º                      | Vladimir Koev     | 90.º     |
| 2011-2012 | 57.º                      | Yuriy Metlushenko | 165.º    |
| 2012-2013 | 48.º                      | Sergiy Grechyn    | 108.º    |
| 2013-2014 | 72.º                      | Feritcan Samli    | 331º     |
| 2015      | 19º                       | Ahmet Örken       | 51.º     |
| 2016      | 59.º                      | Ahmet Örken       | 441º     |
| 2017      | 59.º                      | Ahmet Örken       | 376º     |
| 2018      | 24º                       | Onur Balkan       | 85.º     |

## Palmarés
Para años anteriores, véase Palmarés del Torku Sekerspor

### Palmarés 2018

#### Circuitos Continentales UCI
| Fechas           | Circuito             | Carreras                                  | Ganador           |
| 3 de marzo       | UCI Europe Tour 2018 | 2.ª etapa del Tour del Mediterráneo       | Onur Balkan       |
| 4 de marzo       | UCI Europe Tour 2018 | 3.ª etapa del Tour del Mediterráneo       | Onur Balkan       |
| 4 de marzo       | UCI Europe Tour 2018 | Tour del Mediterráneo                     | Onur Balkan       |
| 23 de marzo      | UCI Europe Tour 2018 | 2.ª etapa del Tour de Cartier             | Cristian Raileanu |
| 25 de marzo      | UCI Europe Tour 2018 | Tour de Cartier                           | Cristian Raileanu |
| 30 de marzo      | UCI Europe Tour 2018 | 2.ª etapa del Tour de Fatih Sultan Mehmet | Batuhan Özgür     |
| 3 de mayo        | UCI Europe Tour 2018 | 1.ª etapa del Tour de Mesopotamia         | Nazim Bakirci     |
| 4 de mayo        | UCI Europe Tour 2018 | 2.ª etapa del Tour de Mesopotamia         | Ivan Balykin      |
| 6 de mayo        | UCI Europe Tour 2018 | 4.ª etapa del Tour de Mesopotamia         | Onur Balkan       |
| 6 de mayo        | UCI Europe Tour 2018 | Tour de Mesopotamia                       | Nazim Bakirci     |
| 19 de junio      | UCI Europe Tour 2018 | 2.ª etapa del Tour de Mevlana             | Ivan Balykin      |
| 21 de junio      | UCI Europe Tour 2018 | Tour de Mevlana                           | Onur Balkan       |
| 30 de julio      | UCI Asia Tour 2018   | 9.ª etapa de la Vuelta al Lago Qinghai    | Onur Balkan       |
| 16 de septiembre | UCI Europe Tour 2018 | 3.ª etapa del Tour de Capadocia           | Onur Balkan       |
| 23 de septiembre | UCI Europe Tour 2018 | 5.ª etapa del Tour de Rumania             | Onur Balkan       |
| 29 de septiembre | UCI Europe Tour 2018 | 3.ª etapa del Tour del Mar Negro          | Batuhan Özgür     |

#### Campeonatos nacionales
| Fechas     | Carreras                      | Ganador     |
| 5 de julio | Campeonato de Turquía en Ruta | Onur Balkan |

## Plantilla
Para años anteriores, véase Plantillas del Torku Sekerspor

### Plantilla 2018
| Nombre              | Nacimiento | Nacionalidad | Equipo 2017            |
| Fethi Acar          | 01/01/1996 | Turquía      | Neoprofesional         |
| Ahmet Akdilek       | 10/03/1988 | Turquía      | Torku Sekerspor        |
| Muhammet Atalay     | 15/05/1989 | Turquía      | Torku Sekerspor        |
| Nazim Bakirci       | 29/05/1986 | Turquía      | Torku Sekerspor        |
| Onur Balkan         | 10/03/1996 | Turquía      | Neoprofesional         |
| Serkan Balkan       | 28/03/1994 | Turquía      | Torku Sekerspor        |
| Ivan Balykin        | 26/11/1990 | Rusia        | Torku Sekerspor        |
| Halil Ibrahim Dilek | 12/10/1998 | Turquía      | Torku Sekerspor        |
| Ahmet Örencik       | 10/04/1999 | Turquía      | Neoprofesional         |
| Batuhan Özgür       | 01/02/1998 | Turquía      | Torku Sekerspor        |
| Cristian Raileanu   | 24/01/1993 | Moldavia     | Team Differdange-Losch |
| Feritcan Şamlı      | 29/01/1994 | Turquía      | Torku Sekerspor        |